# Аирланга
Аирла́нга, также Эрла́нга (яв. ꦍꦭ꧀ꦭꦂꦔ꧀ꦒ; 991/1001 — 1049) — махараджа средневекового государства Матарам, располагавшегося на острове Яве. Был светским и духовным главой государства.

## Биография
Происходил из династии Вармадева. Сын Удаяны , магараджи Бали, и Магендрадатты (дочки Макутавангсы , магараджи Матарама). Их брак был устроен для укрепления влияния Матарамы на Бали.
Вступил на престол Матарама в 1019 году. Тогда же основывает королевство Кахурипан. В 1022 году унаследовал от отца о. Бали, к 1037 году Аирланга объединил бо́льшую часть Восточной и значительную часть Центральной Явы. 
В историю Индонезии вошёл как «собиратель яванских земель». При нём Матарам стал господствующей силой в центральных и восточных районах архипелага, тогда как в западных районах по-прежнему господствовала Шривиджайя. Союз между двумя государствами был закреплен в 1035 году браком Аирланги с принцессой из Шривиджайи (ставшей его второй женой). 
Аирланга содействовал развитию земледелия и торговли, поощрял литературу и искусства. Покровительствовал индуизму. Незадолго до смерти разделил государство Кахурипан между побочными сыновьями (детей от обеих законных жён у него не было) на два царства Джангала и Кедири после чего удалился в уединённую обитель и стал аскетом. Его прах, вероятно, был развеян в Беллахане тиртха (священный бассейн для купания) на восточных склонах горы Пенанггунган.
Был известен своей религиозной терпимостью, покровителем как индуистской, так и буддийской религий. В 1035 году Аирланга построил буддийский монастырь под названием Шривиджаяшрама, посвященный своей жене Дгармапрасадоттунгадви. В 1035 году придворный поэт Мпу Канва составил «Какавин Арджунавиваха», адаптированный из эпоса «Магабхарата». Этот текст рассказывал историю Арджуны, воплощения Индры, но также являлся аллегорией собственной жизни Аирланги. Рассказ о его жизни был проиллюстрирован в храме Белахан на склонах горы Пенанггунган, где он был изображен в камне как Вишну на Гаруде.